# Raoul Daufresne de La Chevalerie
Raoul Constantin Joseph Ghislain, baron Daufresne de la Chevalerie, né le 17 mars 1881 à Bruges en Belgique et mort le 25 novembre 1967 à Uccle (Bruxelles) en Belgique, est un ancien sportif belge, principalement joueur et entraîneur de football. Il est également Commandant en Chef des Forces belges libres au Royaume-Uni en 1941-1942.

## Biographie

### Famille
Raoul Daufresne de la Chevalerie était le fils de Mathieu Daufresne de la Chevalerie (Hasselt 1855 - Schaerbeek 1941) et d'Hélène Ensor (Bruges 1856 - 1941), la fille unique de Léonce Ensor (Gand 1832 - Bruges 1905), commandant des Chasseurs-éclaireurs de Bruges.
En 1903 il épousa à Halsteren (Pays-Bas), Suzanne de Ram (Halsteren 1882 - Boirs 1930) de qui il divorça en février 1922, pour se remarier deux mois plus tard à Londres, avec Hélène Termote (Bruges 1886 - Uccle 1973), fille du notaire et député libéral Leon Termote (Bruges 1851 - Saint-Josse-ten-Noode 1915) et de Marie-Henriette Claeys. Elle avait eu un premier mariage avec l'homme d'affaires Brugeois, président de la Chambre de commerce et conseiller communal libéral William Dumon (1878-1928). De la première union naquit un fils, Guy Daufresne de La Chevalerie (Bruges 1904 - Bruxelles 2006) qui devint ambassadeur de Belgique.
En 1959 Raoul Daufresne obtint concession de noblesse héréditaire, avec le titre de baron transmissible par primogéniture.

### Carrière sportive
Raoul Daufresne de la Chevalerie a évolué comme attaquant au Cercle de Bruges de 1903 à 1907. Il est également président du club de 1905 à 1907, succédant à Leon De Meester. Il quitte le Cercle en 1907, pour les rivaux du Club brugeois.
Au total il a disputé 98 matchs en première division et inscrit 13 buts.
Il a pratiqué également d'autres sports : l'équitation, le hockey sur gazon et le tennis.
Aux Jeux olympiques d'été 1920 à Anvers, Daufresne de la Chevalerie a été l'entraîneur de l'équipe de Belgique de football, championne olympique. Il a également représenté son pays comme joueur de hockey sur gazon, remportant la médaille de bronze lors du tournoi olympique.

#### Palmarès
- Champion olympique en 1920  (comme entraîneur de l'équipe de Belgique de football)
- Médaille de bronze aux Jeux olympiques en 1920 (comme joueur de l'équipe de Belgique de hockey sur gazon)

### Carrière militaire
Lorsque la Première Guerre mondiale éclata, Daufresne de La Chevalerie était officier dans l'infanterie et termina la guerre avec le grade de capitaine. Il quitta l'armée pour poursuivre ses activités sportives et une profession dans le commerce.
Au cours de l'entre-deux-guerres il fut régulièrement promu dans le cadre de réserve, jusqu'à atteindre le grade de général-major.
Au cours de la Campagne des 18 jours, il commanda la 17e division d'infanterie de réserve. Après une brève période de captivité, il s'est mis à disposition du gouvernement belge à Londres. Promu au grade de lieutenant-général, il y succéda en 1941-1942 au lieutenant-général Victor van Strydonck de Burkel en tant que commandant en chef des troupes terrestres belges en Grande-Bretagne, pour être lui-même remplacé par le général de brigade Jean-Baptiste Piron.
Daufresne termina sa carrière en tant qu'attaché militaire belge en Tchécoslovaquie.

## Littérature
- J. BERNARD, Un poète soldat: le major Daufresne de la Chevalerie. Origine de sa famille, in: Ardenne et Famenne, Marche-en-Famenne, 1964, blz. 10-32
- René DIDISHEIM, L'histoire de la Brigade Piron, Brussel, 1946.
- J. PIRON, Souvenirs 1913-1945, z.p., 1969.
- Luc SCHEPENS, De Belgen in Groot-Brittannië, Brugge, 1980.
- Oscar COOMANS DE BRACHÈNE, État présent de la noblesse belge, Annuaire de 1987, Brussel, 1987, blz. 215-216.
- R. HARMIGNIES, Les armoiries des officiers belges anoblis, in: Le Parchemin, 1996, blz. 25-29.
- Frank DECAT, De Belgen in Engeland, Tielt, Lannoo, 2007.
- Dries VANYSACKER, Van FC Brugeois tot Club Brugge KV, Brugge, 2010